# Maratona aquática no Campeonato Mundial de Esportes Aquáticos de 2023

Os eventos da Maratona Aquática no Campeonato Mundial de Esportes Aquáticos de 2023 foram realizados entre 15 a 20 de julho de 2023, no Parque Marítimo de Momochi em Fukuoka, no Japão. Ao todo, 6 eventos foram disputados: 2 em cada gênero e um por equipes mistas, totalizando 180 atletas de 54 Comitês Olímpicos Nacionais.

## Calendário
Ao todo, 5 com atribuição de medalhas foram disputados.
Todos os horários estão na hora local (Japan Standard Time; UTC+9).
| Data        | Horário | Evento          | Fase  |
| ----------- | ------- | --------------- | ----- |
| 15 de Julho | 08:00   | 10km feminino   | Final |
| 16 de Julho | 08:00   | 10km masculino  | Final |
| 17 de Julho | 08:00   | 5km feminino    | Final |
| 17 de Julho | 10:00   | 5km masculino   | Final |
| 20 de Julho | 08:00   | 6km por equipes | Final |

## Nações participantes
Ao todo, 54 CONs tiveram atletas qualificados em pelo menos um evento, entre parênteses encontra-se representada a quantidade de atletas.
- Angola (3)
- Argentina (4)
- Aruba (1)
- Austrália (8)
- Áustria (1)
- Bélgica (1)
- Bolívia (4)
- Brasil (6)
- Canadá (6)
- China (7)
- Colômbia (1)
- Costa Rica (2)
- Croácia (2)
- Chéquia (4)
- Equador (2)
- El Salvador (1)
- Espanha (5)
- França (6)
- Reino Unido (3)
- Alemanha (6)
- Grécia (3)
- Guatemala (3)
- Hong Kong (4)
- Hungria (6)
- Indonésia (1)
- Índia (5)
- Israel (5)
- Itália (6)
- Japão (8)
- Cazaquistão (5)
- Coreia do Sul (4)
- México (3)
- Mónaco (1)
- Países Baixos (1)
- Peru (2)
- Portugal (4)
- Porto Rico (4)
- África do Sul (6)
- Senegal (1)
- Seicheles (2)
- Singapura (3)
- Eslovênia (1)
- Sérvia (1)
- Sudão (2)
- Suíça  (1)
- Eslováquia (1)
- Tailândia (4)
- Taipé Chinesa (2)
- Uganda (3)
- Ucrânia (2)
- Uruguai (1)
- Estados Unidos (5)
- Uzbequistão (4)
- Venezuela (3)

## Medalhistas

### Masculino
| Event         | Ouro                         | Ouro       | Prata                         | Prata      | Bronze                     | Bronze     |
| ------------- | ---------------------------- | ---------- | ----------------------------- | ---------- | -------------------------- | ---------- |
| 5km detalhes  | Florian Wellbrock · Alemanha | 53:58.0    | Gregorio Paltrinieri · Itália | 54:02.5    | Domenico Acerenza · Itália | 54:04.2    |
| 10km detalhes | Florian Wellbrock · Alemanha | 1:50:40.30 | Kristóf Rasovszky · Hungria   | 1:50:59.00 | Oliver Klemet · Austrália  | 1:51:00.80 |

### Feminino
| Event         | Ouro                   | Ouro      | Prata                                 | Prata     | Bronze                        | Bronze    |
| ------------- | ---------------------- | --------- | ------------------------------------- | --------- | ----------------------------- | --------- |
| 5km detalhes  | Leonie Beck · Alemanha | 59:31.7   | Sharon van Rouwendaal · Países Baixos | 59:32.7   | Ana Marcela Cunha · Brasil    | 59:33.9   |
| 10km detalhes | Leonie Beck · Alemanha | 2:02:34.0 | Chelsea Gubecka · Austrália           | 2:02:38.1 | Katie Grimes · Estados Unidos | 2:02:42.3 |

### Equipe
| Event           | Ouro                                                                                     | Ouro       | Prata                                                                      | Prata      | Bronze                                                                    | Bronze     |
| --------------- | ---------------------------------------------------------------------------------------- | ---------- | -------------------------------------------------------------------------- | ---------- | ------------------------------------------------------------------------- | ---------- |
| Equipe detalhes | Itália · Barbara Pozzobon · Ginevra Taddeucci · Domenico Acerenza · Gregorio Paltrinieri | 1:10:31.20 | Hungria · Bettina Fábián · Anna Olasz · Kristóf Rasovszky · Dávid Betlehem | 1:10:35.30 | Austrália · Chelsea Gubecka · Moesha Johnson · Nicholas Sloman · Kyle Lee | 1:11:26.70 |

## Quadro de medalhas
| Ordem | País           | Ouro | Prata | Bronze |    |
| 1     | Alemanha       | 4    |       | 1      | 5  |
| 2     | Itália         | 1    | 1     | 1      | 3  |
| 3     | Hungria        |      | 2     |        | 2  |
| 4     | Austrália      |      | 1     | 2      | 3  |
| 5     | Países Baixos  |      | 1     |        | 1  |
| 6     | Brasil         |      |       | 1      | 1  |
|       | Estados Unidos |      |       | 1      | 1  |
| Total | Total          | 4    | 4     | 4      | 12 |